# 梨本宮守脩親王

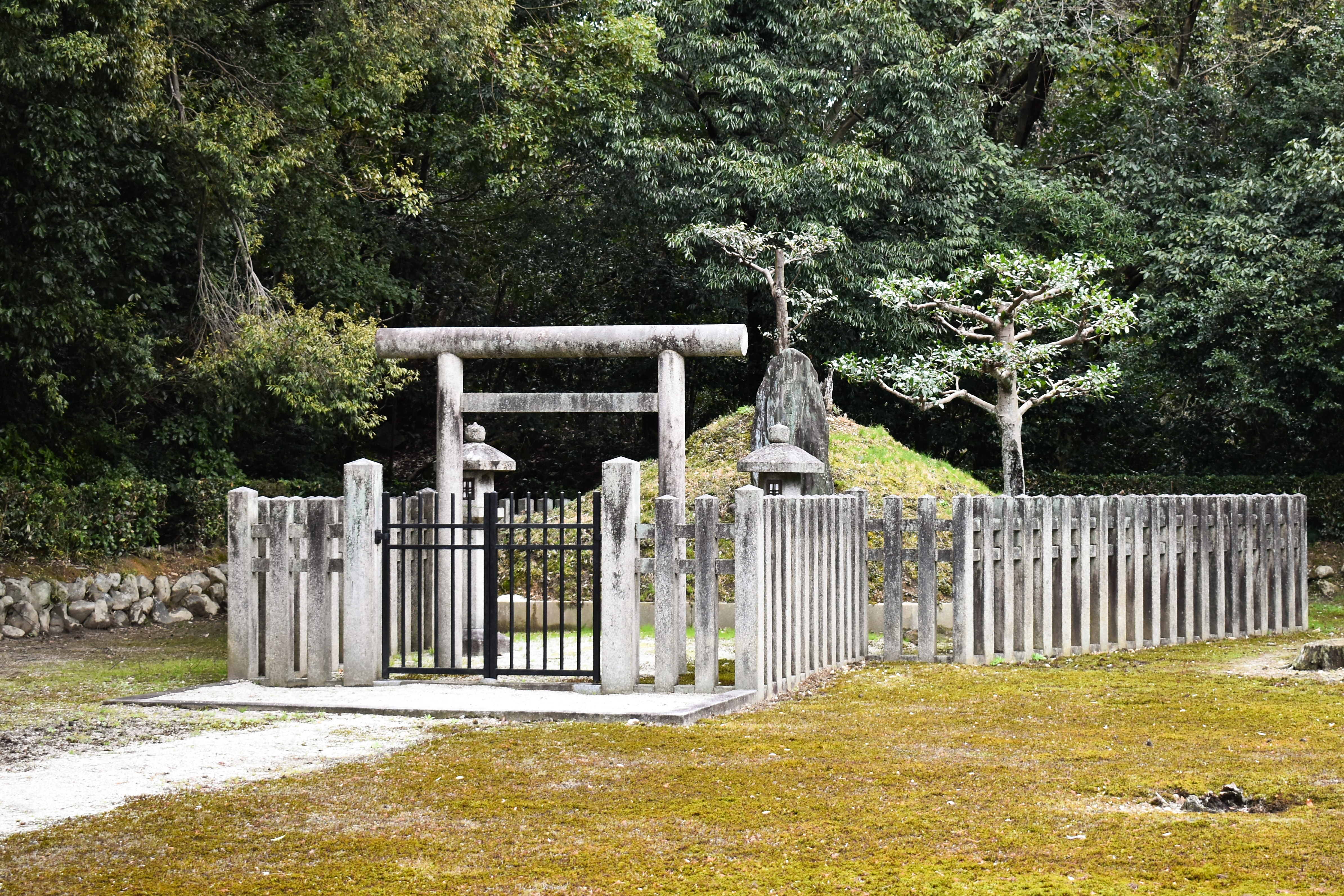
守脩親王墓

梨本宮守脩親王，（日文：なしもとのみや もりおさしんのう、1819年12月16日—1881年9月1日）為梨本宮初代當主，乳名萬代宮，伏見宮貞敬親王十子、伏見宮邦家親王弟。

## 生平
守脩親王於1819年出生，為貞敬親王十子。
1833年，守脩親王親王宣下，同年九月於圓滿院正式出家，改名覺諄入道親王。1856年，其升為二品。1859年，守脩親王改為入圓融院門下的梶井門跡，並改名為昌仁入道親王，同年成為天台座主。
在明治維新之後，他不再是和尚，他再次成為皇室成員，改名梶井宮守脩親王。1869年，他出任上野太守。在1870年，他獲得明治天皇下賜宮號梨本宮，成為初代當主。
1881年，守脩親王逝世，終年六十三歲。死後由養子菊麿王繼任當主一位。